# خون برای گرد و غبار (فیلم ۲۰۲۳)
خون برای غبار (به انگلیسی: Blood for Dust) یک فیلم اکشن فیلم جنایی هیجان‌انگیز آمریکایی محصول سال ۲۰۲۳ است که توسط دیوید ایبلتافت، کارگردانی راد بلک هرست ساخته شده است.  اسکات مکانیدی، کیت هرینگتون و جاش لوکاس در این فیلم بازی می‌کنند.این فیلم در ۱۹ آوریل ۲۰۲۴ در ایالات متحده اکران شد.

## فرض
کلیف، یک فروشنده سابق با گذشته ای شطرنجی، پس از از دست دادن شغل خود به زندگی جنایتکارانه کشیده می شود.  او که از سرپا نگه داشتن خانواده اش ناامید است، توسط همکار قدیمی خود، ریکی، فریب خورده و برای یک کارتل مواد مخدر و اسلحه قاچاق می کند.  وقتی کلیف عمیق‌تر می‌شود، زندگی او که زمانی مستحکم بود به یک بازی پرمخاطره برای بقا تبدیل می‌شود.

## بازیگران
- اسکات مکانیدی در نقش کلیف[۳]
- نورا زتهنر در نقش امی
- اتان سوپلی در نقش اسلیم
- امبر رز میسون در نقش ربکا
- استیون دورف در نقش گاس
- جاش لوکاس در نقش جان[۳]
- کیت هرینگتون در نقش ریکی[۳]

## تولید
در می ۲۰۲۲، اعلام شد که مک‌نیری، هرینگتون و لوکاس برای بازی در این فیلم انتخاب شده‌اند. فیلم در داخل و اطراف بیلینگز، مونتانا فیلمبرداری شد.  فیلمبرداری در دسامبر ۲۰۲۲ به پایان رسید.

## رهایی
این فیلم برای اولین بار در جشنواره فیلم ترایبکا در ژوئن ۲۰۲۳ به نمایش درآمد.
این فیلم اولین نمایش اروپایی خود را در جشنواره فیلم آمریکایی دوویل در فرانسه در ۳ سپتامبر ۲۰۲۳ انجام داد. این فیلم بعداً در Raindance در بریتانیا به نمایش درآمد.  جشنواره فیلم که در آن فیلم نامزد بهترین فیلم بین‌المللی و همچنین مک‌نیری برای جایزه بهترین بازیگر مرد شد.  این فیلم بعداً در جشنواره بین المللی فیلم سن دیگو جایزه بهترین فیلم بلند را دریافت کرد.
در مارس ۲۰۲۴، خیابان حقوق پخش فیلم را با تاریخ اکران ۱۹ آوریل ۲۰۲۴ به دست آورد.

## پذیرایی
بازگشت تلخ با بازیگران فوق‌العاده، "خون برای گرد و غبار" یک داستان یدکی و آشنا است که با اجرای محکم روایت می‌شود.پیتر دبروژ از "مجله تنوع" نقد مثبتی به فیلم داد و نوشت: "تقویت شده توسط یک گروه قوی و پوکری با حس خوب برای زیر پا گذاشتن هر تهدیدی که هرکدام روی میز می‌آورند،  "خون برای گردوغبار" کار خوبی برای ایجاد حس غیرقابل پیش بینی یک بازی آشنا انجام می دهد."
جردن مینتزر از «هالیوود ریپورتر» نیز نقد مثبتی به این فیلم داد و نوشت: «به خوبی اجرا شد، بدون ایجاد زمینه‌های جدید». "خون برای غبار" برنده جایزه بهترین فیلم بلند در سال ۲۰۲۳ جشنواره بین المللی فیلم سن دیگو شد.